# Vĩnh Nguơn
Vĩnh Nguơn (một số tài liệu ghi nhầm là Vĩnh Ngươn) là một phường thuộc thành phố Châu Đốc, tỉnh An Giang, Việt Nam.

## Địa lý
Phường Vĩnh Nguơn nằm ở phía bắc thành phố Châu Đốc, có vị trí địa lý:
- Phía đông và phía bắc giáp huyện An Phú
- Phía tây giáp xã Vĩnh Tế và Campuchia
- Phía nam giáp phường Châu Phú A.

Phường có diện tích 9,43 km², dân số năm 2019 là 7.329 người, mật độ dân số đạt 777 người/km².

## Hành chính
Phường Vĩnh Nguơn được chia thành 4 khóm: Vĩnh Chánh 1, Vĩnh Chánh 2, Vĩnh Chánh 3 và Vĩnh Tân.

## Lịch sử
Trước đây, Vĩnh Nguơn là một xã thuộc huyện Châu Phú, sau thuộc thị xã Châu Đốc.
Ngày 19 tháng 7 năm 2013, Chính phủ ban hành Nghị quyết 86/NQ-CP. Theo đó, thành lập phường Vĩnh Nguơn trên cơ sở toàn bộ 947,30 ha diện tích tự nhiên và 7.489 người của xã Vĩnh Nguơn, đồng thời chuyển thị xã Châu Đốc thành thành phố Châu Đốc thuộc tỉnh An Giang.